# Henri Välja
Henri Välja (Tallin, Estonia, 4 de noviembre del 2001) es un futbolista estonio. Su posición es la de mediocampista y su club es el JK Vaprus Pärnu de la Meistriliiga.

## Trayectoria

### JK Tammeka Tartu
El 10 de marzo del 2022 se hace oficial su llegada al JK Tammeka Tartu a préstamo hasta el final de temporada. Su primer partido con el equipo se dio el 20 de marzo en lig ante el Paide Linnameeskond arrancando como titular y completando todo el encuentro, su equipo terminaría perdiendo ese encuentro por marcador de 1-3.

## Selección nacional

### Participaciones en selección
| Torneo                                               | Categoría | Sede    | Resultado    | Partidos | Goles |
| ---------------------------------------------------- | --------- | ------- | ------------ | -------- | ----- |
| Fase de clasificación par la Eurocopa Sub-21 de 2023 | Sub-21    | Hungría | No clasificó | 9        | 0     |
| Fase de clasificación par la Eurocopa Sub-21 de 2023 | Sub-21    | Georgia | No clasificó | 4        | 0     |

## Estadísticas

### Clubes
Actualizado al último partido jugado el 23 de mayo de 2024.
| Paide Estonia | 1.ª           | 2018          | 15  | 4  | - | - | - | - | 15  | 4  | 0,27 |
| Paide Estonia | 1.ª           | 2019          | 31  | 9  | 2 | 1 | - | - | 33  | 10 | 0,30 |
| Paide Estonia | Total club    | Total club    | 46  | 13 | 2 | 1 | 0 | 0 | 48  | 14 | 0,29 |
| FC Flora II Tallinn Estonia | 1.ª           | 2020          | 6   | 0  | - | - | - | - | 6   | 0  | 0    |
| FC Flora II Tallinn Estonia | 1.ª           | 2021          | 9   | 3  | - | - | - | - | 9   | 3  | 0,33 |
| FC Flora II Tallinn Estonia | Total club    | Total club    | 15  | 3  | 0 | 0 | 0 | 0 | 15  | 3  | 0,20 |
| F. C. Flora Tallin Estonia | 1.ª           | 2020          | 9   | 2  | 2 | 0 | - | - | 11  | 2  | 0,18 |
| F. C. Flora Tallin Estonia | 1.ª           | 2021          | 13  | 3  | 2 | 0 | - | - | 15  | 3  | 0,20 |
| F. C. Flora Tallin Estonia | Total club    | Total club    | 22  | 5  | 4 | 0 | 0 | 0 | 26  | 5  | 0,19 |
| JK Tammeka Tartu Estonia | 1.ª           | 2022          | 26  | 2  | 3 | 2 | - | - | 29  | 4  | 0,14 |
| JK Tammeka Tartu Estonia | Total club    | Total club    | 26  | 2  | 3 | 2 | 0 | 0 | 29  | 4  | 0,14 |
| FCI Levadia Estonia | 1.ª           | 2023          | 14  | 0  | - | - | - | - | 14  | 0  | 0,00 |
| FCI Levadia Estonia | Total club    | Total club    | 12  | 0  | 0 | 0 | 0 | 0 | 12  | 0  | 0,00 |
| JK Vaprus Pärnu Estonia | 1.ª           | 2023          | 9   | 3  | - | - | - | - | 9   | 3  | 0,33 |
| JK Vaprus Pärnu Estonia | 1.ª           | 2024          | 12  | 1  | - | - | - | - | 12  | 1  | 0,08 |
| JK Vaprus Pärnu Estonia | Total club    | Total club    | 21  | 4  | 0 | 0 | 0 | 0 | 21  | 4  | 0,19 |
| Total carrera | Total carrera | Total carrera | 145 | 27 | 9 | 8 | 0 | 0 | 153 | 35 | 0,23 |
| (1) Incluye datos de Copa de Estonia y Supercopa de Estonia. (2) Incluye datos de Liga Europa de la UEFA y Liga de Campeones de la UEFA. (3) No incluye goles en partidos amistosos. |               |               |     |    |   |   |   |   |     |    |      |

### Selección de Estonia
Actualizado al último partido jugado el 8 de junio de 2022.
| Selección      | Año   | Eliminatorias | Eliminatorias | Eliminatorias | Continental | Continental | Continental | Mundial | Mundial | Mundial | Amistosos | Amistosos | Amistosos | Total | Total | Total  | Media goleadora |
| Selección      | Año   | Part.         | Goles         | Asist.        | Part.       | Goles       | Asist.      | Part.   | Goles   | Asist.  | Part.     | Goles     | Asist.    | Part. | Goles | Asist. | Media goleadora |
| -------------- | ----- | ------------- | ------------- | ------------- | ----------- | ----------- | ----------- | ------- | ------- | ------- | --------- | --------- | --------- | ----- | ----- | ------ | --------------- |
| Sub-17 Estonia |       |               |               |               |             |             |             |         |         |         |           |           |           |       |       |        |                 |
| 2016           | —     | —             | —             | 2             | 0           | 0           | —           | —       | —       | 5       | 0         | 0         | 7         | 0     | 0     | 0      |                 |
| 2017           | —     | —             | —             | 3             | 0           | 0           | —           | —       | —       | 12      | 4         | 0         | 15        | 4     | 0     | 0,27   |                 |
| Total          | 0     | 0             | 0             | 5             | 0           | 0           | 0           | 0       | 0       | 17      | 4         | 0         | 22        | 4     | 0     | 0,18   |                 |
| Sub-19 Estonia |       |               |               |               |             |             |             |         |         |         |           |           |           |       |       |        |                 |
| 2018           | —     | —             | —             | 2             | 0           | 0           | —           | —       | —       | 4       | 0         | 0         | 6         | 0     | 0     | 0      |                 |
| 2019           | —     | —             | —             | —             | —           | —           | —           | —       | —       | 3       | 0         | 0         | 3         | 0     | 0     | 0      |                 |
| Total          | 0     | 0             | 0             | 2             | 0           | 0           | 0           | 0       | 0       | 7       | 0         | 0         | 9         | 0     | 0     | 0      |                 |
| Sub-21 Estonia |       |               |               |               |             |             |             |         |         |         |           |           |           |       |       |        |                 |
| 2019           | —     | —             | —             | 4             | 0           | 1           | —           | —       | —       | 3       | 0         | 0         | 7         | 0     | 1     | 0      |                 |
| 2020           | —     | —             | —             | 5             | 0           | 0           | —           | —       | —       | —       | —         | —         | 5         | 0     | 0     | 0      |                 |
| 2021           | —     | —             | —             | 2             | 0           | 0           | —           | —       | —       | 1       | 0         | 0         | 3         | 0     | 0     | 0      |                 |
| 2022           | —     | —             | —             | 2             | 0           | 0           | —           | —       | —       | —       | —         | —         | 2         | 0     | 0     | 0      |                 |
| Total          | 0     | 0             | 0             | 13            | 0           | 1           | 0           | 0       | 0       | 4       | 0         | 0         | 17        | 0     | 1     | 0      |                 |
| Total          | Total | 0             | 0             | 0             | 20          | 0           | 1           | 0       | 0       | 0       | 28        | 4         | 0         | 48    | 4     | 1      | 0,08            |
| 1. 2.          |       |               |               |               |             |             |             |         |         |         |           |           |           |       |       |        |                 |

## Palmarés

### Títulos nacionales
| Título               | Club               | País    | Año  |
| -------------------- | ------------------ | ------- | ---- |
| Supercopa de Estonia | F. C. Flora Tallin | Estonia | 2020 |
| Copa de Estonia      | F. C. Flora Tallin | Estonia | 2020 |
| Meistriliiga         | F. C. Flora Tallin | Estonia | 2020 |
| Supercopa de Estonia | F. C. Flora Tallin | Estonia | 2021 |